# 스비아-기트 전쟁

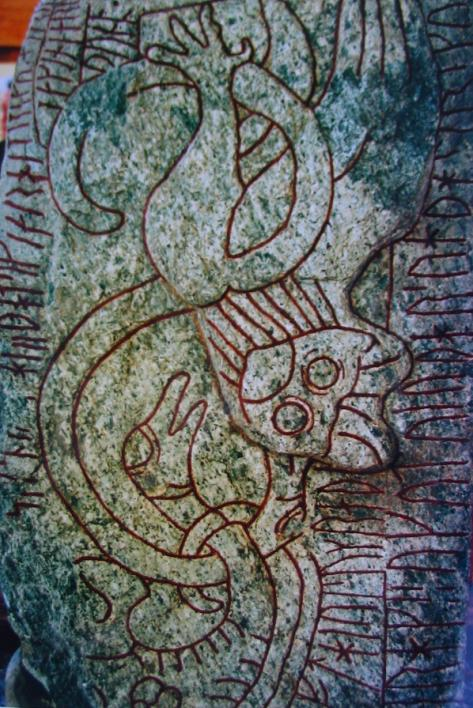
기트인의 본거지인 베스테르예틀란드에 세워진 스파를뢰사 룬돌은 에이리크라는 자와 알리크라는 자와 웁살라에 살았던 어떤 아버지라는 자의 거대한 전투를 언급하고 있다. 어쩌면 이 룬돌은 그 거대한 전투에서 승리한 스웨덴 왕족을 기념하기 위해 세워진 것일지도 모른다.

스비아-기트 전쟁(Swedish-Geatish wars)이란 6세기에 있었다고 하는, 스비아인과 기트인 사이의 반전설적인 전쟁이다. 앵글로색슨어 서사시 《베오울프》에 그 내용이 전해지고 있다.
이에 반해 노르드어 사가들에는 이 6세기에 있었다는 전쟁에 관한 이야기는 극히 소수만 남아 있으며, 대신 11세기에서 13세기 사이에 스비아계 씨족들과 기트계 씨족(스텐킬 가, 스베르케르 가 등)들 사이에 벌어진 전쟁들이 기록되어 스웨덴 내전이라고 일컬어지고 있다.
이 전쟁들이 실존했는지 여부와는 별개로 기트인이 오늘날의 스웨덴인의 조상인 스비아인들과 동화되어 소멸했음은 역사적 사실이다.

## 출전 - 베오울프

### 제1차 전쟁

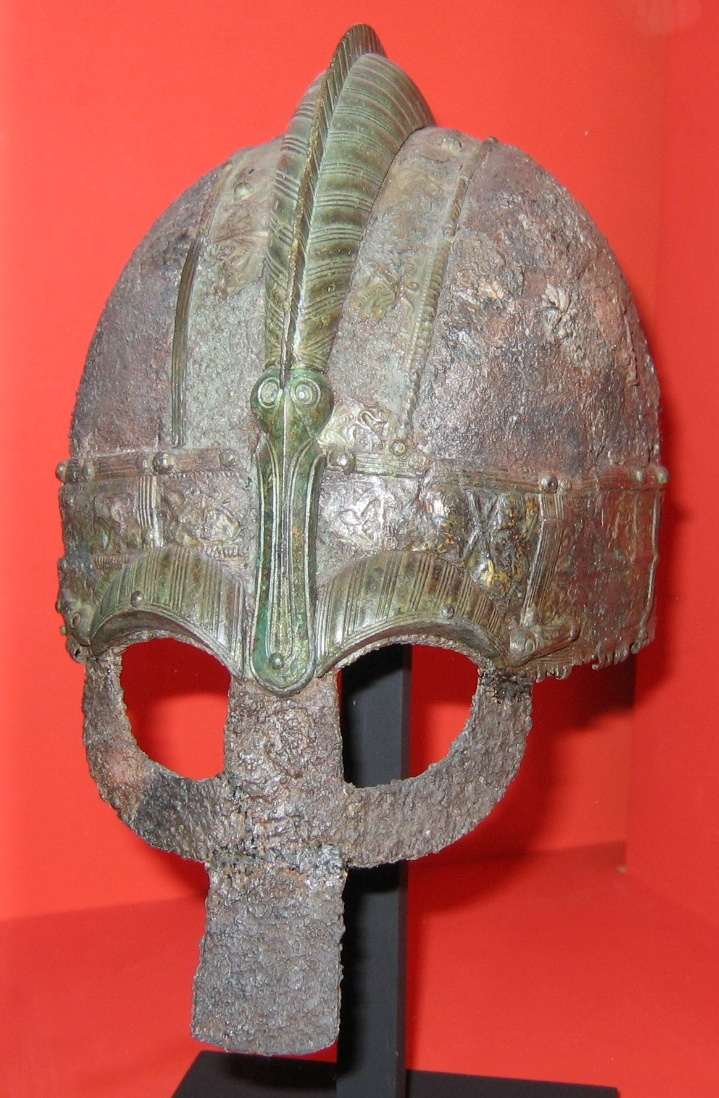
스웨덴 국립고전박물관에 소장된 벤델 시대의 투구.

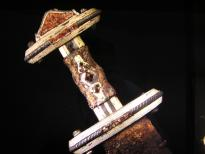
발스게르데에서 발굴된 벤델 시대의 도검.

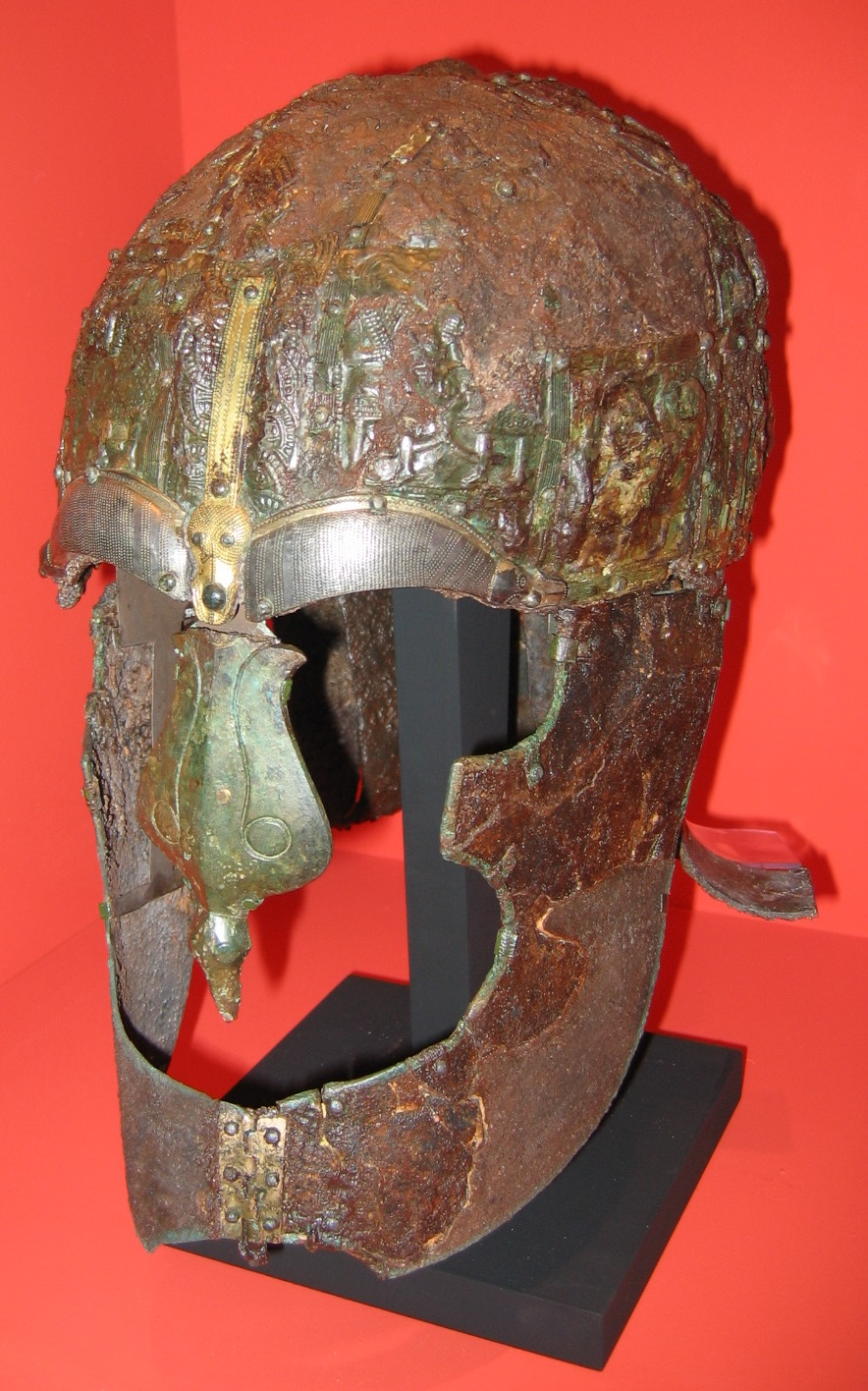
스웨덴 국립고전박물관에 소장된 벤델 시대의 스팡겐헬름.

앵글로색슨어 서사시 《베오울프》에 따르면, 발단은 다음과 같다. 기트인의 왕 흐레델이 죽었을 때, 스비아인의 왕 옹겐세오우의 아들들(오흐세레와 오넬라)가 장성하여 싸울 수 있었기에 스비아인들은 기트인들과 평화를 지키고 싶어하지 않았다.

| Þa wæs synn and sacu Sweona and Geata, ofer wid wæter wroht gemæne, here-nið hearda, syððan Hreðel swealt, oððe him Ongenþeowes eaferan wæran frome fyrd-hwate, freode ne woldon ofer heafo healdan, ac ymb Hreosna-beorh eatolne inwit-scear oft gefremedon. | 불화와 다툼 끝에 스비아와 기트는 물을 사이에 두고 전쟁이 일어났다 힘겹고 끔찍한 전투 중에 흐레델이 죽었고, 옹겐세오우의 자식은 장성하여 싸움을 갈망하고 대담하였으니, 바다를 사이에 둔 평화의 약조를 용납치 않고, 그들의 무리를 몰아쳐 흐레오스나베오흐의 증오로 괴롭혔다. |  |

기트인들은 새 왕 해스퀸의 지도 하에 스웨덴의 왕비를 붙잡았으나, 스비아의 노왕 옹겐세오우가 흐레프네스홀트라는 성새에서 왕비를 구해냈다. 옹겐세오우는 해스퀸을 죽이고, 흐레프네스홀트의 기트인들을 공성하였다. 그러나 다음날 해스퀸의 형제 휘겔락이 증원군을 이끌고 와 기트인들은 구원받았다. 옹겐세오우와 스비아인들은 왕비는 구했으나 전투는 져서 자기네 땅으로 돌아갔다.

| Wæs sio swat-swaðu Sweona and Geata, wæl-ræs wera wide gesy¯ne, hu þa folc mid him fæhðe towehton. Gewat him þa se goda mid his gædelingum, frod fela geomor fæsten secean, eorl Ongenþio ufor oncirde; | 스비아와 기트의 피투성이 낫질과 그 싸움의 폭풍이 아득히 보이는데, 싸우는 백성들과 맞선 백성들이 어찌나 약해졌는가. 늙은 왕은 왕족의 무리를 이끌고 슬퍼하며 자신의 성채로 향하더라. 옹겐세오우 백작이 자기의 성으로 다가가신다. |  |

그러나 전쟁은 아직 끝나지 않았다. 기트의 새 왕이 된 휘겔락이 역으로 스비아를 공격한다.

| ...Þa wæs æht boden Sweona leodum, segn Higelace. Freoðo-wong þone forð ofereodon, syððan Hreðlingas to hagan þrungon. | ...그가 돌아오고 바로 뒤에 스비아인들이 휘겔락의 군기를 평화로운 들판 위에 세우고 사람을 죽여가며 당당하게 진군하니, 흐레셀링스가 울타리 친 성읍에서 이에 맞서 싸웠더라. |  |

기트인의 전사 에오포르와 울프 원레딩이 백발의 왕 옹겐세오우에게 한꺼번에 덤벼들었다. 울프가 검으로 옹겐세오우의 머리를 치자 노왕은 머리카락에서 피를 흘리면서도 반격하여 울프에게 상처를 입혔다. 그러자 에오포르가 왕의 방패를 쪼개고 투구까지 쪼개어 옹겐세오우에게 죽음의 한 방을 먹였다. 에오포르는 스비아 왕의 투구, 검, 흉갑을 휘겔락에게 바치기 위해 수습했다. 귀환한 에오포르와 울프는 크게 상을 받았고, 에오포르는 휘겔락의 사위가 되었다. 이 전투의 결과 휘겔락은 옹겐세오우를 죽인 자(Ongenþeow's slayer)라는 이름을 얻게 되었다.

### 제2차 전쟁
스비아의 옹겐세오우와 오흐세레가 죽자 오넬라가 왕이 되었다. 이에 오흐세레의 두 아들 에안문드와 에아드길스는 기트의 왕세자(즉 휘겔락의 아들)인 헤아르드레드에게 망명해 몸을 맡겼다. 이를 구실삼아 오넬라는 기트를 공격했다. 제2차 전쟁 때 에안문드가 오넬라의 대전사 웨오흐스탄에게 죽었고, 헤아르드레드 역시 마찬가지로 죽었다. 오넬라는 스비아로 돌아갔고 베오울프가 기트의 새 왕이 되었다.
한편 에아드길스는 살아남았고, 나중에 베오울프가 오넬라를 죽여 에안문드의 복수를 해 준다. 이 복수 이야기는 노르드어 문헌에도 나타나는데 베네른 호 빙상 전투가 그 예이다(다만 기트인이 전쟁에 참여했음은 세월이 지나며 잊혀졌거나 또는 언급이 이루어지지 않는다).

### 제3차 전쟁
화룡을 상대하고 사망한 베오울프 왕 옆에 꿇어앉은 위글라프가 기트의 영웅이 없어졌으니 앞으로 또 스비아인들과의 전쟁이 벌어지리라 한탄한다.

| Þæt ys sio fæhðo and se feond-scipe, wæl-nið wera, þæs þe ic wen hafo, þe us seceað to Sweona leode, syððan hie gefricgeað frean userne ealdor-leasne, þone þe ær geheold wið hettendum hord and rice, æfter hæleða hryre hwate Scylfingas, folcred fremede oððe furður gen eorl-scipe efnde. | 이것이 불화요, 적들의 분노요, 인간의 증오로다. 그러니 나는 확신한다 토지와 보고를 모든 적들에게서 지켜내고 백성들의 복리를 돌보셨던 우리의 전사 지도자께서 강인한 영웅의 길에 종지부 찍으시어 숨 쉬지 않는 송장이 되어 누워 있음을 저들이 알게 된다면, 저 스비아인들이 저들의 친구 스퀼핑 일족의 몰락을 복수키 위해 우리의 땅으로 올 것이다 |  |

## 전쟁의 결과
13세기 이후 쓰여진 《윙글링 일족의 사가》에 따르면, 7세기에 알가우트라는 기트의 왕이 자기 사위인 스비아 왕 잉걀드를의 초대를 받아 감라웁살라를 방문했다고 한다. 그날 밤, 알가우트를 비롯한 여러 초대받은 왕들은 자다가 불에 타 죽었다. 이를 통해 잉걀드는 기트인들의 본래 근거지인 베스테르예틀란드를 비롯한 여러 영토를 자신의 것으로 삼았다. 한편 외스테르예틀란드의 동기트인들은 독립을 유지했다. 기트인은 이후 이바르 인 비드파드미의 대에 가서야 다른 스칸디나비아인들과 완전히 융합된다.
《고대의 어떤 왕들의 사가 파편》에 따르면, 이바르가 죽은 뒤 왕국은 둘로 분열되었다. 하랄드 힐디톤은 데인과 동기트를, 시구르드 흐링그는 스비아와 서기트를 차지했다. 《...사가 파편》을 비롯한 여러 문헌들이 하랄드와 시구르드가 브라벨리르 전투(750년경)라는 대규모 회전을 벌였다고 기록하고 있다. 전투의 결과 시구르드가 승리하여 스비아인, 기트인, 데인인 모두의 왕이 되었다. 이 전투 이후로 예탈란드가 스비아 왕국, 즉 스웨덴 왕국의 일부로 취급되기 시작한다.
12세기가 되면 기트인의 독립은 먼 옛날의 기억에 지나지 않게 되었다. 데인인 연대기작자 삭소 그라마티쿠스는 《데인인의 사적》 제13권에서 왕을 선출할 때 기트인들은 더 이상 발언권이 없으며, 오로지 스웨덴인들에 의해 왕이 결정된다고 쓰고 있다. 이것이 13세기에 《서기트인 법》이 성문화된 이후로 기트인의 독립은 더욱 상실되었다고 한다. 이 법에 따르면 왕을 옹립하고 폐위하는 과정은 기트인이 아닌 스웨덴인들의 소관이라 명시하고 있다.
1442년, 스웨덴-노르웨이-덴마크의 왕 바이에른의 크리스토페르는 기트계의 마지막 거점인 예탈란드를 스웨덴 왕국에 합병(스웨덴의 통일)하겠노라 선언했다.

## 참고 자료
- Lundström, I. (1972). Viking, viking. Forntidsdröm och verklighet. Statens historiska museum, Stockholm. p. 6.
- Nerman, B. (1925). Det svenska rikets uppkomst. Stockholm.